# Hill Valley
Hill Valley est une ville fictive de Californie où vivent les personnages de la trilogie Retour vers le futur ainsi que de la série de dessins animés du même nom. Dans la trilogie, le spectateur découvre Hill Valley à quatre époques différentes (1885, 1955, 1985 et 2015) ainsi que dans deux uchronies alternatives en 1985.
Le nom de Hill Valley est aussi mentionné dans l'épisode 10 de la saison 3 de la série Teen Wolf.

## Historique fictif
Dans la trilogie, Hill Valley est décrite comme ayant été colonisée en 1850 et fondée en 1865, soit 20 ans avant l'arrivée de Doc et Marty à cette époque. La construction d'un hôtel de ville intervient en 1885 et sert d'arrière plan à Retour vers le futur 3. En effet, les deux héros participent à la fête d'inauguration de la nouvelle horloge installée sur l'immeuble.
En 1955, tel qu'il peut être vu dans le premier volet de la trilogie, le quartier autour de l'hôtel de ville a été développé et comprend un square couvert de gazon, entouré de quelques boutiques tels que deux cinémas, un café, un disquaire et un garage. Le centre-ville est alors entouré de champs appartenant au fermier Peabody. Le 12 novembre 1955 à 22h04, un éclair frappe l’horloge et l'arrête à tout jamais. Ce monument devint alors un véritable symbole et ne fut jamais réparé à la demande des Amis des Monuments de Hill Valley. Le maire est alors Red Thomas.
En 1985, le centre-ville est délaissé et délabré. Les boutiques présentes trente années plus tôt ont été fermées ou ont été transformées. Ainsi, le café est devenu un club de fitness. L'hôtel de ville est devenu le Département des Services Sociaux de Hill Valley. Un centre-commercial et des quartiers résidentiels ont fait leur apparition en banlieue. Le maire est Goldie Wilson à cette époque.
En 2015, l'ancien hôtel de ville est converti en tribunal et les commerces sont revenus au centre-ville. Le club de fitness est redevenu un café.
Dans la version alternative de 1985, Hill Valley est devenue Hell's Valley (Vallée de l'Enfer). La ville est envahie par le crime et comprend de nombreux strip clubs et lupanars à cause de l'influence de Biff Tannen, devenu puissant et corrompu grâce à la légalisation du jeu d'argent en 1979. L'hôtel de ville y est transformé en un « merveilleux hôtel-casino » .

## Production
Pour le premier volet de Retour vers le Futur, les producteurs de la trilogie ont dans un premier temps pensé à filmer les scènes de ville dans la véritable cité de Petaluma (Californie), mais face aux coûts prohibitifs à la difficulté de transformer les lieux pour qu'ils correspondent aux différents époques, ces derniers ont préféré recréer un centre-ville en studio.
Ainsi, le tournage eut lieu à l'extérieur des Studios Universal, où les producteurs eurent plus de contrôle. Le lieu principal, connu sous le nom de Courthouse Square, existait déjà et avait été précédemment utilisé pour différents films et séries télévisées. Des scènes filmées dans Courthouse Square apparaissent aussi dans les films Bruce tout-puissant, Gremlins, Bye Bye Birdie, Ghost Whisperer et autres.
L'hôtel de ville et son horloge ont une place prépondérante dans la trilogie. Le scénariste et producteur Bob Gale explique dans le making of du film : « Cela a toujours été l'un des éléments majeurs de l'histoire, même dans sa première version. L'idée a été de prendre un endroit et de montrer ce qui lui arrive sur une période de 30 années. Il est arrivé à peu près la même chose à la ville de tout le monde. Ils ont construit le centre commercial dans la brousse, et ils ont tué tous les commerces de centre-ville, et tout a changé. »
Pour Retour vers le futur 3, les scènes se déroulant en 1885 ont été filmées à Sonora (Californie). Les producteurs ont été autorisés à utiliser les terrains sans payer de loyer à l'unique condition que les fausses façades et les différentes structures soient enlevées à la fin du tournage.
Certains lieux de tournage utilisés dans la trilogie sont de véritables structures n'appartenant pas à Universal Studios. Parmi eux, on peut compter :
- Les scènes se déroulant sur le parking de Twin Pines Mall/Lone Pine Mall ont été filmées à Puente Hills Mall, situé à Industry (Californie).
- Les maisons de George McFly, Lorraine Baines et Biff Tannen en 1955 sont toutes situées à South Pasadena (Californie). La maison de Doc Emmett Brown en 1955 a été filmée à la Gamble House, également localisée à Pasadena. La maison utilisée pour la maison de Marty McFly et sa famille en 1985 est située sur l'avenue Roslyndale à Los Angeles ().
- Le ranch de Peabody, en 1955, est en réalité le Golden Oaks Ranch, propriété de The Walt Disney Company. Ce décor est utilisé dans bon nombre de productions Disney.
- Le tunnel River Road vu dans le deuxième volet est le Observatory Tunnel dans Griffith Park à Los Angeles.